# Gonydactylus paradoxus
Gonydactylus paradoxus este o specie de șopârle din genul Gonydactylus, familia Gekkonidae, descrisă de Ilya Sergeevich Darevsky și Szczerbak 1997. Conform Catalogue of Life specia Gonydactylus paradoxus nu are subspecii cunoscute.